# 제11회 일본 참의원 의원 통상선거
제11회 일본 참의원의원 통상선거는 1977년 7월 10일에 시행된 일본 참의원의원의 선거이다.

## 선거 정보

### 투표일
- 1977년 7월 10일

### 선거권자
- 선거권자 78,321,715명

## 선거 결과

### 투표자수
- 전국구 53,634,788명
- 지역구 53,642,596명

### 투표율
- 전국구 - 68.48%

- 남성 : 67.65%
- 여성 : 69.26%

- 지역구 - 68.49%

- 남성 : 67.66%
- 여성 : 69.27%

### 정당별 획득 의석
| 정당         | 지역구 | 전국구 | 당선자 합계 | 의석수 |
| ------------ | ------ | ------ | ----------- | ------ |
| 자유민주당   | 45     | 18     | 63          | 124    |
| 일본사회당   | 17     | 10     | 27          | 56     |
| 공명당       | 5      | 9      | 14          | 25     |
| 일본공산당   | 2      | 3      | 5           | 16     |
| 민주사회당   | 2      | 4      | 6           | 11     |
| 신자유클럽   | 2      | 1      | 3           | 3      |
| 사회시민연합 |        |        | 1           | 1      |
| 혁신자유연합 |        |        | 1           | 1      |
| 기타 정당    | 1      | 0      | 0           | 1      |
| 무소속       | 2      | 3      | 5           | 13     |
| 합계         | 50     | 76     | 126         | 249    |

### 전국구 득표 결과
| 정당         | 득표수     | 득표율 | 당선인 |
| ------------ | ---------- | ------ | ------ |
| 자유민주당   | 18,160,061 | 35.8%  | 18     |
| 일본사회당   | 8,805,617  | 17.3%  | 10     |
| 공명당       | 7,174,459  | 14.2%  | 9      |
| 일본공산당   | 4,260,050  | 8.4%   | 3      |
| 민주사회당   | 3,387,541  | 6.7%   | 4      |
| 신자유클럽   | 1,957,902  | 3.9%   | 1      |
| 사회시민연합 | 1,418,855  | 2.8%   | 1      |
| 혁신자유연합 | 1,381,700  | 2.7%   | 1      |
| 일본여성회   | 161,692    | 0.3%   |        |
| 기타         | 207,056    | 0.4%   |        |
| 무소속       | 3,767,662  | 7.4%   | 3      |
| 총합         | 50,682,594 |        | 76     |

### 주요 정당
| - 자유민주당 - 124석 | 총재 후쿠다 다케오 | 간사장 오히라 마사요시 |

| - 일본사회당 - 56석 | 중앙집행위원장 나리타 도모미 | 서기장 이시바시 마사시 |

| - 공명당 - 28석 | 중앙집행위원장 다케이리 요시가쓰 | 서기장 야노 준야 |

| - 민사당 - 11석 | 중앙집행위원장 가스가 잇코 | 서기장 쓰카모토 사부로 |

| - 일본공산당 - 16석 | 의장 노사카 산조 | 간부회위원장 미야모토 겐지 | 서기국장 후와 데쓰조 |

| - 신자유클럽 - 4석 | 대표 고노 요헤이 | 부대표 다가와 세이이치 | 간사장 니시오카 다케오 |

| - 사회민주연합 - 1석 | 대표 에다 사부로 |

## 선거 이후
- 1977년 7월 13일 일본사회당에서 선거 패배의 책임을 지고 나리타 도모미 중앙집행위원장과 이시바시 마사시 서기장이 사임했다.